# Argyns
Les Argyns (kazakh : Арғын) sont un clan kazakh. Les Argyns contemporains sont généralement considérés comme des descendants des nomades connus sous le nom de Basmals (en) et les deux noms signifieraient « tribu mélangée ». Les Argyns font partie de la moyenne jüz (kazakh : Орта жүз), dont elles représentent la majorité des individus, ce qui explique que le mot Argyn ait fini par désigner la moyenne jüz.
Il y a des preuves origines mélangées des Argyns. Celles-ci peuvent être déclinées en trois faits. Premièrement, alors que les Argyns contemporains parlent kazakh, les Basmals étaient connus pour avoir leur propre langage. Deuxièmement, les Argyns apparaissent génétiquement liés aux peuples du Caucase et différents de la plupart des Kazakhs,. Troisièmement, les origines des Basmals ont été localisées à l'Ouest de la Chine, dans une région qui accueille toujours des minorités kazakhs.

## Histoire

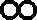
Le tamga Argyn (sceau).

Les recherches génétiques récentes suggèrent que les Argyns ont des liens préhistoriques avec la minorité voisine madiar, les peuples du Caucase et les peuples iraniens.. Cinq individus sur un échantillon de six hommes Argyns avait un génotype appartenant à l'haplogroupe G1.
Les Basmals faisaient partie du premier khaganat turc au cours du VIe siècle. En 720, on trouve leurs traces à proximité de Beitin (probablement Bei Tun), près de Xian de Qitaï, à proximité des montagnes de Bogda Shan (en).
Au XIe siècle, Mahmoud de Kachgar a listé les Basmals comme faisant partie d'une des trois cultures bilingues affiliée aux Turcs. Kachgar a fait la liste des localisations de peuples turcs depuis les frontières de la Grèce à celles de la Chine dans l'ordre suivant : Petchénègues , Kiptchaks, Oğuz, Kimek (en), Bachkirs, Basmal (en), Kayı, Yabaku (en), Tatars, et Kirghizes. Il a noté que les Kayis, Yabakus, Tatars et Basmals étaient bilingues, parlant le turc et leur propre langue, tandis que les Kirghizes, Kiptchaks et Oguz avaient leur propre dialecte turc, et que les langues des Kimeks et des Bachkirs leur étaient proches.
Les Argyns sont probablement les "Argons" mentionnés par Marco Polo dans un pays qu'il appelle « Tenduc » (probablement Tangoutes) au cours du XIIIe siècle. Polo rapporte que 

« le clan est originaire de deux races différentes : plus précisément, de la race des idôlatres de Tenduc et ... des fidèles de Mahommet. Leurs hommes sont plus beaux que ceux des natifs du pays, et sont plus habiles, ils sont plus autoritaires ; et ce sont aussi des marchands importants »

.